# Adam Haberling
Adam Czesław Haberling (ur. 24 listopada 1892 w Białymstoku, zm. 19 września 1939 w Łucku) – podpułkownik piechoty Wojska Polskiego.

## Życiorys
Urodził się w Białymstoku jako syn Aleksandra i Celiny Watta-Karczewskiej. 3 grudnia 1918 został przyjęty do Wojska Polskiego z byłych Korpusów Wschodnich i byłej armii rosyjskiej, z zatwierdzeniem posiadanego stopnia porucznika ze starszeństwem z 13 czerwca 1916, i przydzielony do szkoły oficerskiej w Dęblinie z dniem 10 listopada 1918.
1 czerwca 1921 pełnił służbę w 10 Brygadzie Piechoty, a jego oddziałem macierzystym był 19 pułk piechoty. 3 maja 1922 został zweryfikowany w stopniu majora ze starszeństwem z 1 czerwca 1919 i 341. lokatą w korpusie oficerów piechoty. W lipcu tego roku został przeniesiony do 14 pułku piechoty we Włocławku na stanowisko komendanta kadry batalionu zapasowego. W 1924 pozostawał w pułku bez określonej funkcji. W maju następnego roku został przeniesiony do 19 pp we Lwowie na stanowisko dowódcy III batalionu. W marcu 1926 został przesunięty ze stanowiska dowódcy II batalionu na stanowisko kwatermistrza. 12 kwietnia 1927 został mianowany podpułkownikiem ze starszeństwem z 1 stycznia 1927 i 22. lokatą w korpusie oficerów piechoty. W maju tego roku został przesunięty na stanowisko dowódcy I batalionu. W sierpniu 1929 został przeniesiony do kadry oficerów piechoty z równoczesnym przeniesieniem służbowym do Komendy Placu Łódź na stanowisko komendanta. 1 stycznia 1932, w związku z przemianowaniem komendy placu typ III na Komendę Miasta Łódź, objął obowiązki komendanta miasta. W 1937 został przeniesiony na stanowisko komendanta Powiatowej Komendy Uzupełnień Łódź Miasto II. 1 września 1938 dowodzona przez niego jednostka została przemianowana na Komendę Rejonu Uzupełnień Łódź Miasto II, a zajmowane przez niego stanowisko otrzymało nazwę „komendant rejonu uzupełnień”. Na tym stanowisku pozostawał do września 1939. W czasie kampanii wrześniowej pełnił obowiązki komendanta miasta Łuck. 18 września, po zajęciu Łucka przez Armię Czerwoną, pozostał na stanowisku komendanta miasta. Następnego dnia został postawiony przed sądem wojennym pod zarzutem „przygotowywania na tyłach czerwonej armii zbrojnego zamachu na Związek Sowiecki”, skazany, a następnie rozstrzelany.

## Ordery i odznaczenia
- Krzyż Walecznych czterokrotnie[19]
- Medal Niepodległości – 16 marca 1933 „za pracę w dziele odzyskania niepodległości”[20][21]